# Szwadron Kawalerii Pancernej
Szwadron Kawalerii Pancernej – szkolny pododdział rozpoznawczy Polskich Sił Zbrojnych.
Po przemianowaniu  Ośrodka Zapasowego Broni Pancernej w  7 pułk pancerny, pozostawał jego organicznym pododdziałem  do czasu rozwiązania.

## Rodowód
Szwadron Kawalerii Pancernej 7 pułku pancernego swój rodowód wywodził z czasów  PSZ w ZSRR. Dowódca 7 Dywizji Piechoty swoim rozkazem  z 10 stycznia 1942 w Kenimech w Uzbekistanie powołał do życia 7 dywizjon rozpoznawczy. 
W połowie marca w składzie dywizjonu znajdowały się cztery  szwadrony i pododdział dowodzenia. Liczył ok. 800 oficerów i szeregowych. 28 marca dywizjon przekazał pierwsze uzupełnienie (145 szeregowców) dla formującego się 2 Korpusu Strzelców. Wraz z 7 DP ewakuowany z ZSRR 6 sierpnia 1942 przez Krasnowodzk do Pahlevi w Iranie. Następnie jednostka przybyła do Khanaquin w Iraku gdzie prowadzono intensywne szkolenie  motorowe.
W związku z reorganizacją 7 DP, dywizjon przekazał uzupełnienia dla: 7 pappanc., 7 batalionu łączności, 7 batalionu saperów i 7 Brygady Strzelców.
10 grudnia 7 dywizjon rozpoznawczy został przemianowany na 7 pułk kawalerii pancernej. W tym okresie liczył jeszcze ok. 300 oficerów i szeregowych. 
6 stycznia 1943 pułk został wyznaczony do służby asystencyjnej pól naftowych w Naft -Shah i Naft – Khanem. Pełnił ją do 17 kwietnia. W tym czasie na wyposażenie otrzymał  Carriers'y i wozy pancerne. W drugiej połowie kwietnia przybył do Quisil-Ribat. Tu prowadził szkolenie bojowe.
1 maja przekazał  uzupełnienia do 12 Pułku Ułanów Podolskich i do 356 Parku Samochodowego. 30 lipca przegrupował się  do lbny w Palestynie.
1 sierpnia został przemianowany na 7 pułk rozpoznawczy. Do  6 listopada pułk dał dalsze uzupełnienia dla 12 Pułku Ułanów Podolskich i batalionu sztabowego 2 Korpusu. Posiadał stan zaledwie ekwiwalentnego szwadronu przeszedł do Gedery.
15 stycznia 1944 7 pułk rozpoznawczy został przemianowany na 7 zapasowy szwadron rozpoznawczy.
25 stycznia szwadron przybył do Quassasin w Egipcie. Tu otrzymał samochody pancerne "Staghound" i działa przeciwpancerne. Przeprowadził szkolenie doskonalące dla  oficerów i szeregowych. 22 marca szwadron przybył do Włoch rozładował się porcie Taranto i wraz z Ośrodkiem Wyszkolenia Motorowego i Broni Pancernej przegrupował się do San Basilio. 12 maja wraz z ośrodkiem odszedł do m.p. batalionu zapasowego czołgów i z dniem l czerwca zostaje organizacyjnie wcielony do Ośrodka Zapasowego Broni Pancernej jako szwadron kawalerii pancernej. Od tego czasu szwadron szkolił uzupełnienia w ośrodku. Po przemianowaniu ośrodka w pułk 7 pancerny, nadal pozostaje jego organicznym pododdziałem. 

## Dowódcy
- ppłk Eugeniusz Święcicki – (dowódca dywizjonu rozpoznawczego)
- rtm. Jan Chojnacki - od 25 października 1943 (dowódca 7 pkpanc)
- mjr Stanisław Siciński - od  24 stycznia 1944 (dowódca 7 zapasowego szwadronu rozpoznawczego)
- rtm. Antoni  Kawecki (dowódca szwadronu)